# Hornow-Wadelsdorf
Hornow-Wadelsdorf là một đô thị thuộc huyện Spree-Neiße, bang Brandenburg, Đức. Đô thị Hornow-Wadelsdorf có diện tích 21,25 km², dân số thời điểm 31 tháng 12 năm 2006 là 645 người.